# SVA System Vertrieb Alexander
Die SVA System Vertrieb Alexander GmbH (kurz: SVA) ist ein deutscher IT-Dienstleister mit Sitz in der hessischen Landeshauptstadt Wiesbaden.

## Unternehmen
SVA agiert als Systemhaus, Systemintegrator sowie Händler für Hard- und Software im B2B-Umfeld. Das Unternehmen bezeichnet sich selbst als einen „der führenden System-Integratoren Deutschlands“.
Das Unternehmen wurde 1997 durch Felix Alexander und Philipp Alexander gegründet und wird heute von Philipp Alexander und Sven Eichelbaum geführt. Neben dem Hauptsitz in Wiesbaden werden weitere 27 Standorte in Deutschland unterhalten.
Partnerschaften mit folgenden Herstellern:
Cisco Systems - Gold Partner (seit 2020)
Commvault - Elite Partner
Docusnap - Platinum Partner
ivanti - Platinum Partner
NetApp - Prestige Partner (seit 2014)
SUSE Software Solutions - Diamond Partner
Veeam Software GmbH - Platinum Reseller
VMware - Pinnacle Partner
Xurrent - Gold Partner

## Auszeichnungen
In den Jahren 2014 bis 2021 wurde SVA von der Computerwoche zum „Besten Systemhaus“, in den Jahren 2022, 2023 und 2024 zum „Besten IT-Dienstleister“ (ebenfalls Computerwoche) und von 2016 bis 2024 von der Wirtschaftswoche zum „Besten Mittelstandsdienstleister IT“ gekürt.
SVA erhält im Jahr 2025 den Veeam Award: „most significant project of the year 2024“